# اریک ششم
اریک پیروزمند که در لاتین به عنوان هریکوس ویکتور خوانده می‌شود در سال ۹۹۵ میلادی درگذشت. او پادشاه سوئد از سال ۹۷۰ تا ۹۹۵ میلادی بود و حتی مدتی بر دانمارک نیز حکمرانی می‌کرد. در میان پادشاهان اولیه سوئد او یکی از کسانی است که اطلاعات مشخصی در مورد او وجود دارد. او حاکم سوالند، وسترگوتلند و اوسترگوتلند و در واقع تمتم منطقه‌ای بود که بعدها و در اوایل قرون وسطی تبدیل به سوئد شد. او را به عنوان بنیانگذار شهر سیگتونا می‌شناسند.

## دوران زمامداری
ساکسو گراماتیکوس و آداموس برمنزیسف، داستان‌های ایسلندی و کتاب گستادانوروم اولین منابعی هستند که راجع به حکومت اریک پیروزمند بحث کرده‌اند. در این منابع آمده‌است که او خواستار فتح و حکومت بر دانمارک بود. او در آنجا غسل تعمید کرد و به مسیحیت گروید، اما هنگام بازگشت به سوئد دوباره به دین خود (چند خدایی) بازگشت. اما این منابع عاری از خطا نیستند و جامع‌ترین داستان‌ها بسیار جدید هستند.ساکسو گراماتیکوس نیز به سیاه‌نمایی در مورد اسون یکم گرایش داشته و اطلاعات او می‌تواند مبالغه‌آمیز باشد. این مسلم است که دانمارک در این زمان قدرتمندترین کشور شمال اروپا بوده و و هیچ منبع دیگر یا نشانه باستانشناسی نشان نمی‌دهد که سوئد درصدد حاکمیت بر دانمارک بوده باشد و این سبب تردید در این اطلاعات می‌شود. این اظهار نظر در اوایل سالهای ۱۹۰۰ زیر سؤال برده شد.

### نبرد فیریسوالارنا
بر اساس داستانهای ادبی ایسلندی (فلاتوبوکن) اریک و برادرش به نام اولوف که از او جوان‌تر بود، هم‌زمان حکومت را در اختیار داشتند. اولوف در جوانی می‌میرد و کل سلطنت به اریک می‌رسد. بر اساس داستانهای جدیدتر اولوف پسری به نام ستیربیورن داشته‌است که بعد از مرگ پدر مدعی تاج و تخت او می‌شود. اریک از اعتراف کردن به حق او جهت پادشاهی سر باز می‌زند اما در عوض به او ۶۰ کشتی مجهز می‌دهد. استیربیورن با پادشاه دانمارک هارالد بلاتند متحد می‌شود. در حدود سال ۹۸۵ ستیربیورن همراه متحدش جهت برکنار کردن اریک به سوئد لشکرکشی می‌کنند. هنگامی که او به مقصد می‌رسد کشتی‌هایش را آتش می‌زند تا مانع فرار سربازانش شود. او در نزدیکی فریسوالارنا سه روز با اریک می‌جنگد و در نتیجه کشته می‌شود و اریک پیروز می‌شود. در نتیجه این پیروزی او را با نام اریک پیروزمند می‌خوانند. نمی‌توان دقیقاً گفت که آیا واقعاً چنین جنگی روی داده‌است یا نه یا اینکه حقیقتاً شخصی به نام ستیربیورن وجود خارجی داشته‌است. مکان نبرد مورد اختلاف است و جایی که امروز در اوپسالا، فیریسون خوانده می‌شود بعدها توسط اولوف رودبک به عنوان مکان نبرد معرفی شده‌است.
سنگ نبشته‌های زیادی با الفبای رونیک باقی‌مانده از سالهای ۹۰۰ میلادی از اشخاصی نام می‌برند که در اوپسالا کشته شده‌اند و راجع به نبردی در همین زمان در نزدیکی اوپسالا هستند، هرچند نمی‌توان دقیقاً این سنگ نبشته‌ها را به جنگ فریسوالرنا ارتباط داد.
بلافاصله بعد از این نبرد اریک، اسون یکم (دانمارک) یا همان سون توسخگ را از دانمارک بیرون رانده و تا آخر عمر بر دانمارک حکومت می‌کند. در دانمارک و در حدود سالهای ۹۹۲–۹۹۰ او به دین مسیحیت ایمان آورده اما بلافاصله به مذهب گذشته خود بازمی‌گردد. اریک در سال ۹۹۴ یا ۹۹۵ بر اثر بیماری در کونگسگوردن اوپسالای قدیم درگذشت. بعد از او پسرش اولاف خوتکونگ جانشین او شد.

## ازدواج
سیگرید ستوررودا از گوتلند غربی یا احتمالاً سویتوسلاوا معروف به گونهیلد از لهستان همسر او بودند. منابع در مورد ملکه و همسر اریک نظرات مختلفی دارند. منابع ایسلندی و ساکسو گراماتیکوس می‌گویند که سیگرید ستوررودا همسر او بوده‌است. تیتمار از مرسبورگی و آداموس برمنزیس برعکس ادعا می‌کنند که با یک شاهزاده اسلاو که احتمالاً خواهر یا دختر بولسلاو بوده‌است ازدواج کرده‌است. سنوره ستورلاسون از یک شاهزاده اسلاو با نام گونهیلد نام می‌برد. ازدواج وسیله‌ای جهت اتحاد اریک با بولسلاو بر ضد پادشاه دانمارکی هارالد بلاتند بوده‌است. اگر منظور او از بولسلاو پادشاه لهستان بولسلاو یکم (لهستان) باشد، این امر مشکل ساز خواهد بود زیرا که او بعد از هارالد بلاتند حکومت کرده‌است.

## فرزندان
۱-اولف خوتکونگ
۲-مویلیگن هولمفرید
۳-احتمالاً یک دیگر (اسم مشخص نیست)